# Moises Davidovits
Moises Davidovits es un empresario y maestro chocolatero de nacionalidad venezolana e israelí, reconocido por ser uno de los fundadores de la empresa dominicana Chocolates Khao Caribe y por desempeñarse como maestro chocolatero para las compañías estadounidenses Innocent Chocolate Products LLC y First Foods Group Inc.
Durante su carrera ha registrado apariciones en medios dominicanos como CDN 37, Generaciones Radio y Canal 19, y tanto él como sus productos han obtenido varios galardones, entre los que destacan el reconocimiento como «Grand Jury Finalist» en los International Chocolate Awards en 2016 por el chocolate «Anacaona», la mención en la revista Forbes en la lista de las treinta promesas de negocios de República Dominicana en representación de Chocolates Khao Caribe el mismo año y el premio Nexty 2020 con la creación de un chocolate oscuro para la empresa Winged Nutrition, LLC.

## Biografía

### Primeros años y estudios
Davidovits nació en Venezuela en el seno de una familia dedicada a la elaboración de productos relacionados con el chocolate. En 1999 se inscribió en la Universidad Metropolitana de Caracas, donde cursó la carrera de Ingeniería de Sistemas, graduándose en 2004. Cuatro años después ingresó en el Instituto de Estudios Superiores de Administración IESA de la capital venezolana, donde se formó en Gestión de Empresas Familiares y realizó una Maestría en Administración de Empresas, obteniendo su título en el año 2010. Acto seguido se trasladó a los Estados Unidos para realizar una Maestría en Gestión Global en la Escuela de Negocios A.B. Freeman de la Universidad Tulane en Nueva Orleans, siendo incluido en la Sociedad de Honor Académico Beta Gamma Sigma a la Excelencia Empresarial. A partir de entonces ha realizado programas de formación relacionados con la investigación y el desarrollo de productos derivados del cacao de la mano de instituciones como el Cocoa Research Center de Trinidad y Tobago, el Fine Cacao and Chocolate Institute de Estados Unidos, el Ecole Chocolat de Canadá y el International Institute of Chocolate & Cacao Tasting del Reino Unido.

### Carrera
El empresario inició su trayectoria profesional en Caracas como desarrollador web para las compañías Netklik y TRCOM a finales de la década de 1990. En el año 2000 se convirtió en coordinador de proyectos en la Universidad Metropolitana, cargo que ocupó hasta 2003 cuando firmó un contrato como desarrollador de software para la empresa venezolana Meiler Interactive Creations. En 2005 cofundó y se convirtió en director ejecutivo de la empresa de tecnología COMMET Tecnhologies CA, además de crear y ocupar diferentes cargos en compañías como Ticketmundo, Tráetelo.com y Smart Realtor, entre otras.
En 2008 se convirtió en director general de la compañía Chocolates Theobroma y cuatro años después cofundó la empresa Chocolates Khao Caribe SRL en República Dominicana, donde ejerció como director ejecutivo hasta el año 2019. Siendo el responsable de la estrategia comercial general, el desarrollo de productos y la estrategia de mercadeo, representó a la compañía en los International Chocolate Awards en 2016, logrando avanzar hasta las instancias finales con su marca de chocolates Anacaona. El mismo año fue mencionado en la lista de las treinta promesas de negocios de República Dominicana en la revista Forbes como CEO de la mencionada empresa. Khao Caribe se convirtió en la primera empresa dominicana en exportar chocolates artesanales Bean to Bar a mercados internacionales como el japonés y fue una de las primeras compañías en representar al país centroamericano en ferias de chocolates a nivel mundial.
En 2019 fue nombrado maestro chocolatero de la empresa estadounidense Innocent Chocolate Products LLC y un año después ocupó el cargo de maestro chocolatero consultor en la compañía First Foods Group Inc., donde es responsable de la investigación y el desarrollo de nuevos productos derivados del cacao y de otros aspectos administrativos y de mercadeo. Según el portal de noticias GlobeNewswire, Davidovits «es el responsable de perfeccionar el complejo arte de combinar los magníficos ingredientes del cacao, obtenidos directamente de los campos de República Dominicana y Venezuela, con aceites de alta calidad y procedentes de los Estados Unidos, para crear una obra maestra de los chocolates especiales».
Durante su trayectoria, Davidovits ha aparecido en diversos programas de televisión y radio para medios dominicanos como CDN 37, Generaciones Radio, Canal 19 Cinevisión y CDN 92.5 FM; y ha oficiado como conferencista en eventos como el Santo Domingo Startup Weekend, la feria Chocoa en los Países Bajos, el foro de emprendedores de Santo Domingo, la Feria Agroalimentaria de República Dominicana y el panel de marcas sostenibles y emprendedores sociales organizado por la Pontificia Universidad Católica Madre y Maestra, entre otros.

## Premios y reconocimientos
- 2016 - Mención en la lista de las treinta promesas de negocios en República Dominicana de la revista Forbes, en representación de Chocolates Khao Caribe.[7]
- 2016 - Finalista de los International Chocolate Awards con su producto Dark Milk Chocolate 60% Anacaona.[4]
- 2020 - Ganador de un Premio Nexty con el producto chocolate oscuro para la empresa Winged Nutrition, LLC.[8]